# Ludovic Assemoassa
Amevou-Ludovic Assémoassa (ur. 18 września 1980 w Lyonie) – togijski piłkarz występujący na pozycji obrońcy.

## Kariera
Assemoassa karierę rozpoczynał w 1999 roku w czwartoligowych rezerwach francuskiego Olympique Lyon. Grał tam do 2001 roku, a potem przeniósł się do trzecioligowego Clermont Foot. W sezonie 2001/2002 awansował z nim do Ligue 2. W trakcie sezonu 2005/2006 odszedł do hiszpańskiego Ciudad de Murcia z Segunda División. Jego zawodnikiem był do końca sezonu 2006/2007. Następnie występował w Granadzie, grającej w tej samej lidze. Spędził tam sezon 2007/2008. W kolejnych latach grał jeszcze we francuskim amatorskim zespole FC Limonest Saint-Didier.
| Sezon   | Klub             | Kraj      | Flaga     | Rozgrywki        | Mecze | Bramki |
| ------- | ---------------- | --------- | --------- | ---------------- | ----- | ------ |
| 1999/00 | Olympique Lyon B | Francja   | Francja   | CFA              | 2     | 0      |
| 2000/01 | Olympique Lyon B | Francja   | Francja   | CFA              | 19    | 0      |
| 2001/02 | Clermont Foot    | Francja   | Francja   | National         | 23    | 0      |
| 2002/03 | Clermont Foot    | Francja   | Francja   | Ligue 2          | 32    | 0      |
| 2003/04 | Clermont Foot    | Francja   | Francja   | Ligue 2          | 31    | 0      |
| 2004/05 | Clermont Foot    | Francja   | Francja   | Ligue 2          | 32    | 0      |
| 2005/06 | Clermont Foot    | Francja   | Francja   | Ligue 2          | 15    | 0      |
| 2005/06 | Ciudad de Murcia | Hiszpania | Hiszpania | Segunda División | 6     | 0      |
| 2006/07 | Ciudad de Murcia | Hiszpania | Hiszpania | Segunda División | 0     | 0      |
| 2007/08 | Granada 74 CF    | Hiszpania | Hiszpania | Segunda División | 28    | 0      |